# 杜培武案
杜培武案或杜培武冤案，是1998年4月发生在云南省昆明市的一起冤案。因本案的两名被害人、蒙冤者以及真凶都是警察而引起了极大关注。

## 人物背景
本案的被害人中，死者王晓湘是昆明市公安局通讯处警察，女性，时年30岁；死者王俊波为昆明市路南县（现石林县）公安局副局长，男性，时年33岁。蒙冤者杜培武是昆明市公安局戒毒所民警，案发时已从警10年。杜培武与被害人王晓湘为夫妻关系。
本案的作案者是以杨天勇为首的杀人劫车团伙，共有8人。该团伙冒充军警值勤人员，采取暴力、欺骗手段，故意杀人、抢劫枪支和汽车，藏匿弹药，先后作案23起，共杀死19人，杀伤1人，盗抢机动车20辆。首犯杨天勇曾是昆明铁路局公安分局东站派出所民警，后被辞退。

## 案发及侦办经过
1998年4月20日上午，昆明市圆通北路40号附近人行道上发现一辆弃置的昌河微型警车，车上有两人被枪杀，分别是昆明市公安局通讯处民警王晓湘及昆明市路南县（现石林县）公安局副局长王俊波。警方立即组成专案组侦破。同日晚间，王晓湘的丈夫杜培武因妻子未按时回家而多方寻找，并因此报案。在初步调查后，警方认定此案属情杀，并将王晓湘的丈夫杜培武列为唯一的嫌疑人。
4月22日下午，杜培武被拘押讯问，讯问期间杜培武才知道王晓湘和王俊波被人枪杀。审查10天以后，案情没有多大进展，警方继续将杜培武变相关押。由于直接证据不足，6月30日警方对杜培武进行了“测谎仪”测试，结论认为杜培武所说的均为谎言。据此，办案人员信心有所增强以为胜券在握，并对杜培武进行了刑讯逼供。手段包括：不准睡觉连续审讯、拳打脚踢、用手铐吊挂在防盗门上双脚悬空、罚跪、电警棍击打等。直至杜屈打成招，承认了“杀人”的犯罪“事实”，并指认了“作案现场”。期间，杜培武向驻所检察官和市检察院提出《刑讯逼供控告书》，检察官曾为杜培武验伤、拍照，但并无结论。

## 审判及辩护
1998年10月20日，昆明市人民检察院向昆明市中级人民法院提起公诉，指控杜培武构成“故意杀人罪”。起诉书称：被告人杜培武怀疑其妻王晓湘与王俊波有不正当两性关系，约见两名被害人后，骗得王俊波随身携带的手枪，将两名被害人枪杀在王俊波开来的警车上。随后将车辆弃置于园通北路人行道上，并将作案时使用手枪等物品丢弃。检方提交了现场勘验笔录、尸检报告、枪弹痕迹检验鉴定书、查获的杜培武所穿长袖警服衬衣、及衬衣手袖射击残留物和附着泥土、作案车上泥土的鉴定和分析报告、有关的技术鉴定结论和证人证言等证据，以及被告人供述。
1999年2月5日，昆明市中级人民法院开庭审理本案。辩护律师刘胡乐指出案卷中的疑点：警方侦察结论与现场勘查记录存在矛盾；未找到作案凶器；有足够证据表明被告人杜培武没有作案的时间；衣服上的火药残留物，因案发前杜培武有过合法射击行为；杜培武实际上并不知道两名被害人有暧昧关系，并没有作案动机；被告人多次翻供、表述前后矛盾等。辩护律师提出本案取证程序严重违法，基本事实不清，证据不足，请求法院宣告杜培武无罪。
2月15日，昆明市中级人民法院作出判决。判决认定：杜培武因怀疑其在公安机关工作的妻子王晓湘与公安干警王俊波有不正当两性关系，伺机报复。约两人见面后，骗得王俊波随身携带的手枪，用此枪先后将王俊波、王晓湘枪杀于车上，后连车带尸体又抛置于昆明市圆通北路。法院以故意杀人罪，判处被告人杜培武死刑，剥夺政治权利终身。宣判后，杜培武以其没有杀人，也不知其妻王晓湘与王俊波有不正当关系，原有罪供述是在被刑讯逼供下作的假供述为由，提出上诉。
1999年10月20日，云南省高级人民法院做出终审判决，认定杜培武持枪报复杀人，构成故意杀人罪。上诉意见和辩护意见不够充分，但具体情节和辩护意见有值得采纳之处，改判杜死刑，缓期两年执行。

## 水落石出
2000年4月，警方侦破了以杨天勇为首的杀人劫车团伙，8名嫌疑人被抓获。该团伙先后作案23起，共杀死19人，杀伤1人，盗抢机动车20辆。他们交代出1998年4月杨天勇伙同杨明才、腾典东杀害两名警察，劫走其中一名警察随身配带的一支七·七式手枪，杨天勇一直非法持有这支手枪。警方缴获了涉案手枪。云南省和昆明市主要领导迅速指示，要求有关部门立即解决这一冤案。
2000年7月，云南省高院再审此案，宣告杜培武无罪。

## 追责
2001年7月，昆明市公安局刑侦支队副支队长宁兴华、政委秦伯联因涉嫌刑讯逼供罪被提起公诉。法庭以刑讯逼供罪判处宁兴华有期徒刑一年零六个月、缓刑二年，以刑讯逼供罪判处秦伯联有期徒刑一年、缓刑一年。

## 影响与评论
杜培武被刑讯逼供后遗留的伤痕经昆明医学院法医技术鉴定中心鉴定为：双手腕外伤与手铐铐压有关；双额叶轻度脑萎缩与外伤有关，属于轻伤。杜培武接受采访时表示：刑讯逼供是精神肉体双重崩溃，只求速死。自己是警察，有反侦察经验，都被整招了。“（恢复工作）刚上班的时候，我见到穿警服的人就害怕”。
杜培武冤案对云南各界造成了重大影响。云南省人大常委会、省政法委等出台相应文件，省政府、省检察院、省高院、省公安厅等均采取多种措施，严禁刑讯逼供，加强执法检查和内部监督，对群众和当事人反映的刑讯逼供事件逐一追查，对审讯羁押场所要实行技术监控，防止刑讯逼供。对刑讯逼供违法取得的证据，坚决不予采信。云南警方已设立了6道防线遏制刑讯逼供行为，并查处了公安系统3起刑讯逼供造成严重后果的案件，8名县市公安局长、政委或分管副局长以及7名所长、队长受到免职等纪律处分。
担任刑讯逼供案公诉人的检察官对案件背景分析认为：对侦察人员来说，刑讯逼供是获取证据最简便的手段，直接从犯罪嫌疑人身上取得言词证据是通行的做法，“无罪推定”是法院的事。检察官认为应该尽快制定《证据法》，依法规定非法获取的证据无效。否则，为了尽快定案，就有人不择手段地通过刑讯逼供等方法获取证据，导致冤假错案。
本案辩护律师刘胡乐表示，杜培武冤案是云南司法史上一个里程碑式的事件，司法机关痛定思痛，出台了一系列措施，防止刑讯逼供和冤假错案的发生；一定程度上树立了“疑罪从无”的现代刑事诉讼理念。
杜培武案也成为刑法学界推动和完善“非法证据排除”原则的的重要案例。

### 类似案件
- 江國慶案：因采用测谎仪造成的冤案。
- 刘凯利杀人冤案、呼格吉勒图案、聂树斌案：真凶被抓获后得以平反的案件。